# Rozenlachjes en pareltranen
Rozenlachjes en pareltranen is een volksverhaal uit Turkije.

## Het verhaal
Een arme vrouw moet binnenkort bevallen en haar man besluit de badvrouw Aysje Molla te vragen of dit in het badhuis mag. Nadat er een dochter ter wereld is gebracht, komen vier feeën door de muur en spreken ieder een wens uit. Als het meisje lacht, zullen er rozen bloeien. Als het meisje huilt, zullen de tranen parels zijn. Als ze loopt, zal onder haar voeten gras groeien en na het baden zal het waswater veranderen in goud. De vierde fee bindt een leren amulet om de arm van het meisje en vertelt dat het zal lijken alsof ze dood is als het amulet er af wordt gehaald.
Aysje Molla wast het meisje heel vaak en wordt op deze manier erg rijk door het badwater. Het meisje groeit op en men noemt haar Rozenlachje. De zoon van een padisjah wordt verliefd op de verhalen over haar en wil dat zijn moeder het meisje gaat zoeken. Het meisje wordt gevonden en zal voor het huwelijk naar het land van de padisjah worden gebracht. De moeder van Rozenlachje vraagt haar rijke zus, die zelf een lelijke dochter heeft. De tante gaat met een koets op weg en geeft Rozenlachje brood met veel zout. Hierdoor krijgt Rozenlachje dorst en vraagt om water, maar haar tante vraagt in ruil om een oog.
Opnieuw krijgt Rozenlachje dorst en moet haar andere oog ook ruilen voor water en wordt later uit de koets geschopt. De dochter van de tante krijgt de bruidskleding aan en samen met haar moeder reist ze naar het land van de padisjah. Veertig dagen en veertig nachten wordt er feest gevierd, maar dan ontdekt de prins dat zijn vrouw niet Rozenlachje is. Het meisje legt uit dat het weer niet goed is voor haar en dat er daarom geen roosjes gaan bloeien als ze lacht.
Ondertussen is Rozenlachje een man tegengekomen die al zeven dochters heeft. Hij is arm, maar neemt het meisje aan als dochter. Zijn jongste kind biedt aan om haar eten te delen met het blinde meisje en zo eten en drinken ze samen. Op een dag wordt het blinde meisje gewassen en de water verandert in goud. De man wordt zo rijk en laat appartementen bouwen. Op een dag vraagt Rozenlachje haar pleegvader om een gouden schaaltje met rozen mee te nemen naar het paleis. Hij moet dan roepen dat hij seizoensloze rozen wil ruilen voor één paar ogen.
De ogen van Rozenlachje worden geruild voor een paar rozen en die worden weer in de oogkassen gedaan. Rozenlachje kan weer zien. De zoon van de padisjah krijgt de rozen en hoort dat zijn bruid die middag gelachen heeft, maar hij gelooft er niks van. Als hij de geur van de rozen ruikt, wordt hij erg benieuwd naar de geur van Rozenlachje. Rozenlachje wordt op het moment dat de padisjah aan de rozen ruikt, zwanger van hem. De tante van Rozenlachje besluit een heks te zoeken om het leren amulet van de arm van haar nicht te verwijderen.
De heks vindt Rozenlachje en verwijdert het amulet, waarna het meisje neervalt. Rozenlachje vraagt haar stiefvader een kast te maken waarvan de deur vanzelf steeds open en dicht gaat. Op een berghelling wordt de kast gemaakt en haar zussen en vader gaan er elke dag huilend heen. Na negen maanden, negen dagen en negen uur krijgt het meisje in de kast een kind. Het is een jongetje. De zoon van de padisjah zwerft rond en hoort hier rust een mooi meisje dat haar geluk niet bereikte. Hij komt erachter dat een deur deze woorden spreekt als hij opent of sluit.
De zoon van de padisjah komt bij de grote kast en ziet een baby aan de borst van een dood meisje zuigen. Hij geeft het kindje aan zijn vrouw en zegt dat ze goed voor de baby zorgen moet, haar leven hangt hier vanaf. Drie keer per dag wordt het kindje naar zijn moeder in de kast op de berg gebracht en jaren verstrijken. Als het kind vier is, krijgt hij het leren armbandje te pakken en speelt hiermee. Het kind wordt naar zijn moeder gebracht en het leren bandje raakt haar arm, waarna ze weer tot leven komt. Ze lacht en rozen gaan op haar wangen bloeien en parels stromen uit haar ogen.
Rozenlachje vertelt de zoon van de padisjah wat er is gebeurd en hij gaat meteen naar het paleis terug. Hij vraagt zijn vrouw en schoonmoeder of ze veertig messen of veertig blessen willen hebben. De vrouwen kiezen voor de paarden en ze worden aan de dieren gebonden en deze lopen naar de bergen. De zoon van de padisjah haalt Rozenlachje en het kind en ze vieren een bruiloft van veertig dagen en veertig nachten en leven nog lang en gelukkig.

## Achtergronden
- De Turkse titel is Muradina nail olmayan dilber (de schoonheid die haar geluk niet bereikte).
- Het verhaal komt uit Gümüoshane, Sivas, Erzurum, Ankara, Bursa, Karaagac, Boyabat, Mersin, Istanbul, Develi, Zonguldak, Isparta, Malatya.
- Het verhaal heeft overeenkomsten met Doornroosje en Sneeuwwitje. Vergelijk ook De ganzenhoedster, De witte en de zwarte bruid en De ware bruid.